# حزب مرکز (آلمان)
حزب مرکز آلمان، که معمولاً با نام «حزب مرکز کاتولیک» معروف بود، حزبی سیاسی و کاتولیک بود که در زمان امپراتوری آلمان و جمهوری وایمار در آلمان فعالیت می‌کرد.
ابن حزب در ۶ ژوئیه ۱۹۳۳ خود را منحل اعلام کرد. پس از جنگ جهانی دوم این حزب از نو آغاز به کار کرد اما هرگز نتوانست به اهمیت و وزن پیشین خود دست پیدا کند، بویژه به این علت که بیشتر اعضای پیشین آن به اتحادیه دموکرات مسیحی آلمان پیوستند.
به هر حال حزب مرکز هنوز نیز به عنوان حزبی کوچک وجود دارد و بیشتر در ایالت نوردراین-وستفالن فعالیت می‌کند اما هرگز آن نقش کلیدی و مهمی که پیش از جنگ جهانی دوم داشت را بازی نمی‌کند.